# Miel Otxin
Miel Otxin est le personnage principal du carnaval de Lantz, en Navarre.  

## Représentation
Il s'agit d'un mannequin d'environ trois mètres de haut et d'une trentaine de kilogrammes, bras en croix, bourré de paille, vêtu d'un pantalon bleu, d'une large ceinture rouge et d'une chemise à fleur et coiffé d'un chapeau conique multicolore. Son visage est peint de traits souriants. Il portait naguère une pancarte marquée « Vive les gars de Lantz ». 
Pendant les trois jours du carnaval, du dimanche au Mardi gras, on le promène à dos d'homme dans le village de Lantz.  
Deux fois par jour est en effet jouée la scène qui évoque sa capture par les villageois, qui le portent en triomphe autour du village, dans le sens contraire des aiguilles d'une montre. Le dernier soir, deux garçons déguisés en femmes, tout vêtus de blanc, le suivent, l'air grave, plongés chacun dans un livre,. Puis deux coups de fusil retentissent sur la place de Lantz et Miel Otxin tombe. Sa « dépouille » est déposée sur un bûcher qu’on enflamme autour duquel l'ensemble des habitants déguisés (les Txatxus, une déformation du mot castillan muchachos, les jeunes hommes, mais peut-être aussi une référence aux démons) dansent le zortziko.

## Légendes sous-jacentes et interprétations

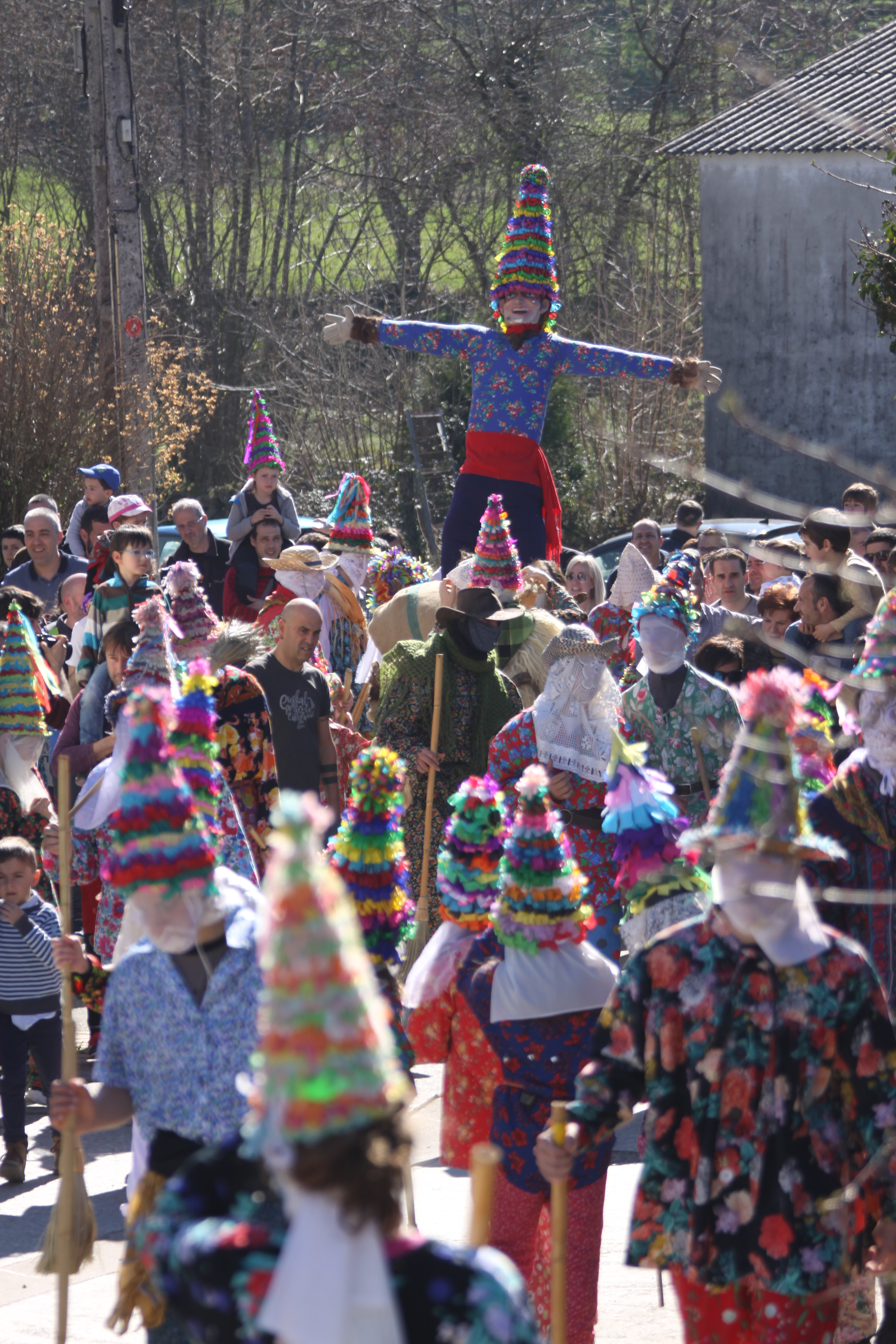
Miel Otxin précédé des Txatxus à Lantz en 2020

Comme dans beaucoup de carnavals ruraux, on voit parfois dans cette tradition un rite destiné à favoriser les futures récoltes de maïs (Violet Alford).  
L'explication mise par écrit en 1944 par l'ethnographe basque José María Iribarren fait de Miel Otxin un ancien bandit de grand chemin de la région. Ayant investi le village et y rançonnant les habitants, il affronte le corpulent Ziripot, vaillant héros qui s’est porté volontaire pour le capturer,. Dans une variante plus courante, Miel Otxin et sa monture, figurée lors du carnaval par l'homme-cheval Zaldiko, s'acharnent particulièrement sur le malheureux Ziripot, handicapé par son obésité,, et seule l'alliance de tous les villageois met fin à leurs exactions.  
Julio Caro Baroja l'assimile à un symbole des vices, dont on se débarrasse pour Carnaval comme d'un bouc émissaire. Une lecture voisine présente Miel Otxin comme la personnification des mauvais esprits, desquels triomphent les villageois. 
Un auteur pointe cependant la ressemblance formelle de Miel Otxin et du Christ (bras en croix, conduits au supplice), et souligne que le géant, pour capturé qu'il soit, semble dominer la foule et être à tout instant en mesure de se libérer. Supplicié volontaire, il est le seul personnage du carnaval à avoir le visage apparent, un visage de surcroît souriant. Il serait alors plutôt une figure positive, celle du bon bandit, du Robin des Bois, allié aux villageois ; les forces démoniaques étant alors plus vraisemblablement représentées par les « forgerons » arotzak, une douzaine de fantomatiques silhouettes vêtues de jute, de chaînes et d'ossements qui arpentent la rue principale du village indépendamment de la procession. Les deux jeunes hommes vêtus en femmes qui suivent Miel Otxin seraient chargés de lire au prisonnier la Passion du Christ — ou bien représenteraient ses proches, en deuil.   
Juan Garmendia Larrañaga montre la similitude des sorts réservés à Miel Otxin et à Zanpantzar, le héros de plusieurs carnavals  basques lui aussi brûlé la veille des Cendres et que sa corpulence et sa prétendue gloutonnerie (Saint Pansard, de panse) apparente à Ziripot. Constatant que la parade ne met en évidence aucun signe d'animosité entre Miel Otxin et Ziripot, une alliance entre les deux personnages parait donc plausible.  
Le rituel entier symboliserait ainsi la défaite des forces des ténèbres (arotzak, Txatxus, voire Zaldiko) qui forment l'avant-garde du cortège face au Bien, Miel Otxin et Ziripot qui les repoussent en fermant la marche. L'immolation d'un Miel Otxin chargé des péchés des habitants serait alors une forme d'absolution.  
Plusieurs étymologies sont évoquées, sans certitude : Miel serait dérivé du prénom Miguel (selon Iribarren), ou renverrait aux « mille » larcins commis par le bandit. Otxin pourrait être une monnaie ancienne, tandis qu'un autre auteur, Asiáin, pointe la ressemblance de son nom avec otsoa (loup, en basque), otsaila (le mois de février, où sont célébrés les carnavals), voire avec osin (gouffre, grotte), et croit y voir le signe d'un caractère anthropomorphe, chaotique, maléfique et païen du personnage.

## Dérivés
D'autres municipalités, villes et districts de la communauté forale de Navarre reprennent le personnage dans leur propre carnaval : Pampelune, Tafalla, Burlata, Antsoain, Estella, Barañain, etc.